# Tropico 6
Tropico 6 – gra symulacyjna z zakresu budownictwa, zarządzania i polityki z serii Tropico, opracowana przez Limbic Entertainment, wydana przez Kalypso Media i zapowiedziana na targach E3 2017. Pierwotnie planowana na 2018 rok, Tropico 6 została wydana na Microsoft Windows, macOS i Linux w marcu 2019 roku, a na PlayStation 4 i Xbox One we wrześniu 2019 roku. Symulator został wydany na Nintendo Switch w listopadzie 2020 roku, a na PlayStation 5 i Xbox Series X/S w marcu 2022 roku.

## Rozgrywka
Podobnie jak w innych grach z serii, gracz wciela się w rolę „El Presidente”, przywódcy karaibskiego państwa Tropico. Podobnie jak w Tropico 5, dostępne są cztery epoki: Era Kolonialna, Era Wojen Światowych, Era Zimnej Wojny i Era Współczesna. W przeciwieństwie do poprzednich gier z serii, w których Tropico składało się tylko z jednej wyspy, Tropico 6 pozwala graczom budować na archipelagu mniejszych wysp, umożliwiając graczom budowanie mostów (w erze wojen światowych i później) z ich początkowej wyspy do innych wysp na mapie.
Według starszego projektanta zawartości Johannesa Pfeiffera, Tropico 6 ma „w pełni symulowanych” obywateli, gdzie działania rządu El Presidente wobec obywateli mogą mieć wpływ na produktywność, a nawet doprowadzić do buntu. Oprócz dostosowywania własnego El Presidente (jako mężczyzny lub kobiety), gracze mogą również dostosować wygląd pałacu prezydenckiego.

## Kampania
W przeciwieństwie do poprzednich gier z serii Tropico, Tropico 6 nie posiada nadrzędnej kampanii. Raczej pierwsza misja (w której Presidente stara się uzyskać niezależność od Korony i spotyka swojego przyszłego zastępcę, Penultimo) i ostatnia misja (w której gracz musi bronić Tropico przed różnymi planami brytyjskiego arystokraty Lorda Rogera Wyndhama, co ostatecznie kończy się tym, że El Presidente udaje się zniszczyć maszynę kontroli pogody Wyndhama i sprawić, że nie stanowi on zagrożenia) są jedynymi liniowymi misjami, a wszystkie inne mają miejsce w nieokreślonym czasie (tylko czasami uznając pierwszą misję za kanon).

## Odbiór
Tropico 6 otrzymało „ogólnie pozytywne opinie” na Windows, PlayStation 4 i Xbox One, podczas gdy port Switch otrzymał „mieszane lub średnie” recenzje, według agregatora recenzji Metacritic. Była to najszybciej sprzedająca się gra w serii, a wygenerowane przez nią przychody były o 50% wyższe niż w przypadku debiutu Tropico 5.
Computer Games Magazine nazwał Tropico 6 „najmocniejszą pozycją w serii”, chwaląc muzykę, grafikę i scenariusz, jednocześnie dostrzegając obecność drobnych błędów, ostatecznie uznając tytuł za pełną realizację potencjału serii. Shacknews mocno chwalił „niesamowicie wciągającą” rozgrywkę, wyraźny interfejs użytkownika, szczegółowość, różnorodność opcji strategicznych i komedię, a także wyraził drobne zastrzeżenia do powtarzającej się muzyki i czasami skomplikowanego ekranu głównego.
Brytyjskie Push Square nazwało konsolową wersję gry „...jedną z najlepszych gier strategicznych na PlayStation 4, a także jedną z najbardziej wyjątkowych...”, chwaląc jej muzykę, zróżnicowane cele i zabawną rozgrywkę, powołując się na brak jasności w projektowaniu celów jako „źródło frustracji”. PC Gamer napisał: „Jeśli wyprawy łupieżcze mają jakąś wadę, to jest nią brak większych wad. Zagraniczne potęgi zazwyczaj niechętnie patrzą na piractwo, ale w tej grze, która w szczególności naśmiewa się ze stosunków międzynarodowych, po prostu się to nie pojawia... tam jednak, gdzie misje się wyróżniają, zmuszają cię do podejmowania działań, które mogą zakłócić delikatną równowagę wzrostu gospodarczego”.
Serwis Game Revolution skrytykował obsługę kontrolerów w wersji konsolowej i stwierdził, że tryby misji dla pojedynczego gracza „mijają się z celem”, chwaląc jednocześnie tryb rozgrywki swobodnej i ton rozgrywki. IGN stwierdził: „Ilość rzeczy do zrobienia i głębia mechaniki politycznej sprawiają, że Tropico 6 wyróżnia się na tle swoich bezpośrednich poprzedników... Ale gdy za bardzo wgłębisz się w skomplikowane systemy ekonomiczne możesz poczuć mdłości”. PCGamesN pochwalił ton gry za to, że jest w stanie politycznie komentować nadużycia demokracji poprzez mechanikę rozgrywki, jednocześnie nazywając tytuł „zabawnym, ale zapomnianym”.
Port gry na Switcha spotkał się z nieco mniej pozytywnym przyjęciem, a słaba grafika spotkała się z krytyką. Nintendo Life, recenzując ten port, napisało: „Pomimo pewnych irytujących problemów z wydajnością, czasami niespójnym tempem i dość surową grafiką, gra jest wciągająca, a jej wesoła atmosfera i atrakcyjne systemy sprawią, że będziesz przyklejony do swojej konsoli”.

### Sprzedaż
Wersja Tropico 6 na konsolę Nintendo Switch była dwudziestą siódmą najlepiej sprzedającą się grą w sprzedaży detalicznej w pierwszym tygodniu premiery w Japonii, sprzedając się w liczbie 4 368 fizycznych kopii.

### Wyróżnienia
| Rok  | Nagroda              | Kategoria                                        | Rezultat  |
| ---- | -------------------- | ------------------------------------------------ | --------- |
| 2017 | Gamescom Awards      | Nagroda za najlepsze stoisko                     | Nominacja |
| 2017 | Gamescom Awards      | Najlepsza gra strategiczna                       | Nominacja |
| 2019 | The Game Awards 2019 | Najlepsza gra strategiczna                       | Nominacja |
| 2020 | New York Game Awards | Nagroda Tin Pan Alley za najlepszą muzykę w grze | Nominacja |
| 2020 | NAVGTR Awards        | Gra, symulacja                                   | Nominacja |

## Dodatki

### Tropican Shores
Tropican Shores oferuje wiele nowych możliwości budowy i rozbudowy wyspy na oceanie. Dodatek wprowadza nową elektrownię pływową, budynek poławiacza pereł i  szereg nowych opcji mieszkaniowych na łodziach. Prywatna stocznia jachtowa pozwala po raz pierwszy w historii serii wodować zbudowane statki.

### Going Viral
W zawartości do pobrania Going Viral na rajskiej wyspie szaleją choroby zakaźne. Dodatek wprowadza zupełnie nowe środki, takie jak mobilny zespół lekarski, medyczny punkt kontrolny, gigantyczny szpital czy lecznicza haubica.

### New Frontiers
Sercem dodatku New Frontiers jest nowy kompleks kosmodromu, w którym można budować rakiety w celu wysyłania ich na wyścig na Księżyc i założenie pierwszej ludzkiej kolonii na Marsie.

### Festival
Dodatek Festival pozwala wybrać jeden z czterech festiwalowych obszarów i ponad 20 rodzajów różnorodnych imprez.

### Caribbean Skies
Dodatek do Tropico 6 wprowadza m.in.: drony, lotniska cargo, dron taxi, budynek wywiadu, wycieczki balonem.

### Lobbyistico
Dodatek skupia się na temacie korupcji i lobbingu. Nowa zawartość to m.in.: klub El Presidente, agencja do walki z korupcją, dwie cechy postaci, trzy utwory muzyczne i zestaw przedmiotów do personalizacji dla przywódcy i pałacu.

### Spitter
Drugi dodatek parodiuje platformę X (dawniej Twitter). Wprowadzono możliwość kontaktowania się z celebrytami za pomocą Spittera, umożliwiono też wchodzenie w interakcje z przywódcami frakcji, aby zwiększyć swoją pozycję. Nowa zawartość to m.in: centrum odwykowe, budynek salonu urody, trzy nowe utwory muzyczne, dodatkowe przedmioty do personalizacji i nowa cecha przywódcy.

### The Llama of Wall Street
Nowe mechaniki rozgrywki wprowadzają wahania cen towarów i podleganie trendom na rynku globalnym. Nowe budynki, takie jak Instytut Handlu, pozwalają manipulować cenami eksportowymi.

#### El Prez Edition Upgrade
W specjalnej wersji Tropico 6 w serwisie steam można również znaleźć mini-DLC o nazwie El Prez Edition Upgrade. DLC zawiera zawiera ekskluzywny projekt pałacu, staw z flamingami, kostium turystyczny dla awatara, cyfrową ścieżkę dźwiękową, a także cyfrowy kalendarz.

#### Original Soundtrack
Dodatek zawiera ścieżkę dźwiękową z gry Tropico 6.